# Гардеман (округ, Теннессі)
Шаблон:StateAbbr_ 35°12′ пн. ш. 89°00′ зх. д. / 35.2° пн. ш. 89° зх. д.
Округ  Гардеман (англ. Hardeman County) — округ (графство) у штаті  Теннессі, США. Ідентифікатор округу 47069.

## Історія
Округ утворений 1823 року.

## Демографія
За даними перепису 2000 року загальне населення округу становило 28105 осіб, зокрема міського населення було 10375, а сільського — 17730. Серед мешканців округу чоловіків було 15149, а жінок — 12956. В окрузі було 9412 домогосподарства, 6764 родин, які мешкали в 10694 будинках. Середній розмір родини становив 3,06.
Віковий розподіл населення поданий у таблиці:
| Стать    | До 15 років | 15-21 | 22-29 | 30-39 | 40-49 | 50-65 | 65-85 | Понад 85 |
| -------- | ----------- | ----- | ----- | ----- | ----- | ----- | ----- | -------- |
| Чоловіки | 2821        | 1453  | 2133  | 2728  | 2352  | 2201  | 1350  | 111      |
| Жінки    | 2742        | 1188  | 1185  | 1779  | 1893  | 2091  | 1759  | 319      |

## Суміжні округи
- Медісон — північ
- Честер — північний схід
- МакНері — схід
- Алкорн, Міссісіпі — південний схід
- Тіппа, Міссісіпі — південь
- Бентон, Міссісіпі — південний захід
- Файєтт — захід
- Гейвуд — північний захід

## Виноски
1. ↑  U.S. Decennial Census. United States Census Bureau. Архів оригіналу за 12 травня 2015. Процитовано 5 квітня 2015.
2. ↑  Historical Census Browser. University of Virginia Library. Архів оригіналу за 11 серпня 2012. Процитовано 5 квітня 2015.
3. ↑  Forstall, Richard L., ред. (27 березня 1995). Population of Counties by Decennial Census: 1900 to 1990. United States Census Bureau. Архів оригіналу за 21 лютого 2015. Процитовано 5 квітня 2015.
4. ↑  Census 2000 PHC-T-4. Ranking Tables for Counties: 1990 and 2000 (PDF). United States Census Bureau. 2 квітня 2001. Архів оригіналу (PDF) за 18 грудня 2014. Процитовано 5 квітня 2015.
5. ↑  State & County QuickFacts. Бюро перепису населення США. Архів оригіналу за 7 червня 2011. Процитовано 2 грудня 2013.(англ.) Наведено за англійською вікіпедією.
6. ↑  American FactFinder. Бюро перепису населення США. Архів оригіналу за 21 травня 2008. Процитовано 31 січня 2008.

| США | Це незавершена стаття з географії США. Ви можете допомогти проєкту, виправивши або дописавши її. |